# زنان به عنوان امام
در حال حاضر بین مسلمانان، در مورد شرایطی که زنان می‌توانند به عنوان امام عمل کنند، مثلاً جماعت را در نماز رهبری کنند، مشاجره وجود دارد. (یک نکته این است که به غیر از امام انواع مختلفی از رهبران مذهبی اسلامی وجود دارد، و زنان مسلمان به عنوان اشخاص به خصوص مذهبی در تاریخ اسلام نقش داشته‌اند)تعدادی از مکاتب فکری اسلامی، برای تراویح یا برای جماعتی که از خویشان و نزدیکان تشکیل شده‌اند، استثنائاتی قائل می‌شوند.
از لحاظ تاریخی، شاخه‌های خاصی این که زنان به عنوان امام عمل کنند را قابل قبول در نظر گرفته‌اند. این نه تنها در سرزمین قلب اسلام (عرب) در صدر اسلام، درست بوده‌است، بلکه برای چین در زمان‌های اخیر نیز همین‌طور. این مباحثه دوباره در قرن اخیر میلادی فعال شده‌است.

## جماعت‌های جنسیت-مختلط
بنا به حکم بسیاری از فقهای شیعه و اهل سنت از جمله یحیی بن شرف النووی، اگر زنی مردی یا مردانی را در نمازهای جماعت امامت کند، نمازشان باطل است. بین اهل خانواده، اگر هیچ مرد واجد شرایطی موجود نباشد، تنها استثنائی است که زنان می‌توانند در نماز امامت مردان را بکنند.
با این حال منابع اهل سنت معتقدند پیامبر اسلام اجازه اقامۀ نماز مختلط را به امامت جماعت ام ورقه، از زنان صدر اسلام، داد.

## در کشورهای خاص

### بحرین
زنی که خودش را به شکل یک مرد بدل کرده بود تلاش کرد تا خطبهٔ نماز جمعه ای ارائه دهد اما توسط اعضای جماعت تشخیص داده شد و توسط پلیس بحرین دستگیر شد. عبادت کنندگان و امام مسجد، شیخ عدنان القطان، زن ۴۰ ساله را به پلیس تحویل دادند.

### دانمارک
مسجد مریم در کپنهاگ که توسط شیرین خانکان در فوریه ۲۰۱۶ بنیان‌گذاری شد، فقط امامان زن دارد. مسجد به روی مردان و زنان عبادت‌گزار باز است، به استثنای نمازجمعه، که فقط برای عبادت گزاران زن باز است.